# マユゲ県

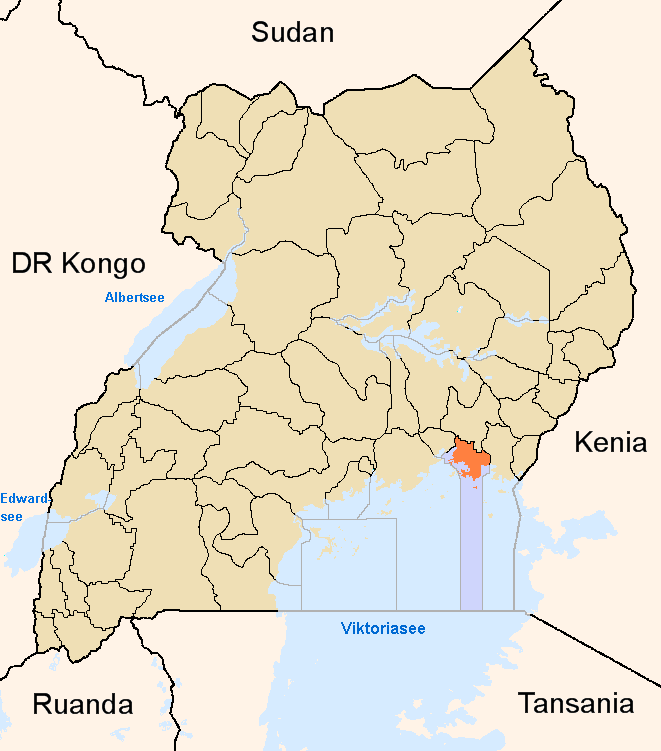
マユゲ県と2001年から2005年の県境

マユゲ県 (マユゲけん、Mayuge District) はウガンダ南東部、ブソガ南部の県。2000年にイガンガ県から南部のブニャ郡が分割され設置された。ヴィクトリア湖北東部に位置し、面積は 4672.22km² でうち 3584.66km² は水域である。マユゲTCを含め7の副郡に68の教区が置かれている。2002年の国勢調査人口は 326,567 人で住民の約83%は農民である。ブニャ郡はブソガのブニャ首長国に相当し、首長ルバはジュマ・ルバ・ムヌロである。知事に相当する第5地域議会 (LC5) 議長はイコバ・ベイカー・ティガワラナ。

## 隣接する県
東にブギリ県、北西にジンジャ県、水域で西にブガンダのムコノ県、南にタンザニアのマラ州と接する。

## 脚註
1. ↑  "Busoga king to be dragged to court", The East African Tribune, Nov 4, 2008.